# Tuineerdgronden
Een tuineerdgrond is een bodemtype in het Nederlandse systeem van bodemclassificatie. Het zijn zavel- en kleigronden met een dikke humushoudende bovengrond: ze behoren tot de dikke eerdgronden. Tuineerdgronden zijn door antropogene handelingen in de tuinbouw ontstaan. Door eeuwenlang ophogen van de grond met bagger uit sloten (opbaggeren en opvaren) heeft zich een dikke, minimaal 50 cm dikke humushoudende A-horizont gevormd. Tuineerdgronden komen voor in West-Nederland.

## Profielbeschrijving
| Horizont | Diepte    | Omschrijving                                                                                     |
| -------- | --------- | ------------------------------------------------------------------------------------------------ |
| Aap      | 0–20 cm   | bouwvoor; donkergrijze, matig humusarme, kalkrijke, zeer lichte zavel                            |
| Aa       | 20–45 cm  | grijze, matig humusarme, kalkrijke, naar onderen zwaarder wordende matig lichte zavel            |
| Ahb      | 45–65 cm  | oude bovengrond; zeer donker grijze, matig humeuze kalkarme, lichte klei; enkele roestvlekken    |
| Cg       | 65–120 cm | grijze, zeer humusarme, zeer kalkrijke, lichte, gelaagde klei met veel roest- en reductievlekken |
| Cr       | > 120 cm  | lichtgrijze, zeer humusarme, zeer kalkrijke, lichte zavel; geheel gereduceerd                    |